# Leschs Kosmos
Leschs Kosmos ist ein Wissenschaftsmagazin des ZDF.

## Geschichte
Das Magazin startete 1964 unter dem Namen Aus Forschung und Technik. Heinrich Schiemann moderierte 17 Jahre lang diese Sendung, ab 1981 war Joachim Bublath prägender Moderator und Leiter der verantwortlichen ZDF-Redaktion „Naturwissenschaft und Technik“. Am 20. Oktober 1988 startete das Format modernisiert unter dem neuen Titel Abenteuer Forschung. Ab der Jahrtausendwende wurde die Sendung immer seltener ausgestrahlt, bis sie ab 2004 unter dem Titel Joachim Bublath neu aufgelegt wurde. Nach Bublaths Ruhestand 2008 trat Harald Lesch an seine Stelle, die Sendung hieß seitdem zunächst wieder Abenteuer Forschung und wurde einmal im Monat mittwochabends anstelle von Abenteuer Wissen ausgestrahlt. Im Zuge der Programmreform des ZDF wechselte Abenteuer Forschung am 15. März 2011 auf einen eigenen Sendeplatz am Dienstagabend. Von 2010 bis 2012 gab es zum Ende des Jahres einen Jahresrückblick mit dem Namen Erde 20xx: Das Interview. Dort blickten Harald Lesch und Mutter Erde (gesprochen von Anka Zink) aus wissenschaftlicher Sicht auf das Jahr zurück. Von Februar 2014 bis April 2024 trug die Sendung den Namen Leschs Kosmos, mit dem bis September 2013 die Sendereihe Frag den Lesch benannt worden war. Ab Mai 2024 soll das Format Teil der Markenwelt von Terra X werden und den Namen Terra X Harald Lesch tragen.
Sprecher in den wissenschaftlichen Beiträgen ist Hans-Peter Bögel.
Regisseur für Frag den Lesch und Leschs Kosmos ist Klaus Heim.

## Auszeichnung
- 2010: Nominierung für die Goldene Kamera in der Kategorie Beste Information (Wissenssendung)
- 2020: Deutscher Fernsehpreis in der Kategorie Bestes Infotainment